# 夜長オーケストラ
夜長オーケストラ（よながオーケストラ）は、日本のロックオーケストラ。

## 概要
クラブミュージックとロック、オーケストラの融合を標榜する。
DJ とリズム同期を含めたツインエレクトリックドラムス/パーカッション/7弦ギター/5弦ベースのリズム隊、弦4部/ブラス/ピアノ/ホルンやフルート、アコーディオン、そしてボーカルyui_f（コロラトゥーラソプラノ）を中心にした28名の編成。
ライブでは弦セクション（ヴァイオリン、ビオラ、チェロ）全員にマイクをつける。
舞台や外部アーティストとの共演も積極的に行っている。
『踊れる』ロックオーケストラ。
弦楽器セクションを中心にした夜長ノ弦としても、ライブ活動を行っている。

## 略歴
- 2005年（平成17年）12月、主宰、作曲の中村康隆の呼びかけで結成。初期は全て生楽器で力強いアルトボーカルに低音楽器主体の編成で管弦打楽器合わせ20名。

- 2006年（平成18年）2月、寺山修司～演劇実験室◎万有引力の流れを汲む劇団ルームルーデンスの「 夜長姫と耳男」公演（於両国シアターΧ）に参加。 作品の内容と演出田辺久弥の希望から、1970年代のアングラ演劇的な前衛と民族音楽と劇伴風が混ざった音楽性だった。ボーカル曲は劇の最終部分に1曲のみ、歌詞はスキャットで15分に渡った。短いバージョンのものが現在もMySpaceで聴ける（「夜長ノ唄」）。作曲は（これ以降も基本的には全て）中村康隆。会場限定サウンドトラック盤発売。

- 2006年（平成18年）6月、劇団ルームルーデンス岸田理生脚本作品「身毒丸」参加。聾女優の今野真智子主演（於シアタートラム）。ボーカル曲は2曲、同サウンドトラック発表。

- 2007年（平成19年）3月、同「intolerance」 参加。序曲の録音には、ゲストを含め最大の48人に及んだが、サントラは発売されなかった。

- 2007年（平成19年）6月、同「サロメ2007オーケストラ版」参加、 東京 - 大阪 - 広島公演でも共演。冒頭12分に渡るヴィオラ独奏に始り、グランドハープや、エレクトリックベース、ギターを加えた編成で、より幻想的な音楽性に広がった。会場限定サウンドトラック盤発売。ここまでの音源は、2009年現在入手が難しいものになっている。

- 2008年（平成20年）7月、シンクシンクインテグラル「net17」コンピレーションに楽曲phantom blueで参加。プロデューサー寺田康彦のアドバイスにより、劇伴主体から独立した一アーティストとして聴かせることを目的に、編成もよりエレクトリックなものに変わっていく。
- 2008年（平成20年）9月より、新宿MARZなど主にライブハウスにてライブ活動を開始。専任ボーカリスト不在の時期で、毎回ゲストボーカリストを迎えていた。舞台に乗り切れず客席にまで配置された楽器群が、評判になる。
- 2009年（平成20年）7月、劇団ルームルーデンス「盲獣」参加。サウンドトラック未発売。バンド編成に女性合唱を加えたイレギュラーな編成での公演で、この時のソプラノパートの一人で参加したyui_fが、9月のライブへのゲスト参加を経て、最年少メンバーとして正式に加入する。これによって現在の音楽性が完成する。

- 2010年（平成22年）7月、yonaga recordsよりアルバム「Etiquette Duel」発表。ライブ拠点を高円寺Highへ移行。

- 2011年（平成23年）1月、yonaga recordsよりアルバム「狼とわたし」発表。

- 2011年（平成23年）9月、Black-listed labelよりハードロック系ボーカリスト５名をゲストに迎え夜長オーケストラ× 5 Vocalists of Unlimited名義で企画アルバム「the Gate」発表。

- 2013年（平成25年）12月、5pb.より発売のゲームソフト解放少女 SINの劇中音楽を夜長オーケストラが担当する（担当分作曲は中村康隆）。

- 2014年（平成26年）2月、Rejetより発売予定のソフトオズと秘密の愛のメインテーマ曲「E cos'io sarò io（わたしがわたしでいられるように）」で夜長オーケストラの参加（担当分原詩の作詞と作曲は中村康隆）が発表。

- 2014年（平成26年）5月、PS Vita「解放少女SIN」の新EDテーマの編曲と演奏で声優の花澤香菜と共演。楽曲「傘を閉じたら」歌：花澤香菜　作詞/作曲：小田切大　編曲：中村康隆（夜長オーケストラ）。

- 2014年（平成26年）6月、7月12日に開催されるRejetオーケストラコンサート「Beautiful World」に出演する事が告知される。同13日、イベント公式HPにてOpテーマ曲「Brilliant World」作詞/歌：lasah　作編曲：中村康隆（夜長オーケストラ）が試聴公開される。

- 2014年（平成26年）6月28日、公開の『神羅万象チョコ 天地神明の章』スペシャルアニメの全音楽を担当（作曲　中村康隆）。

- 2015年（平成27年）8月、yonaga recordsよりアルバム「Time, Take Your Time」を発表。10月オリジナルドラマCD「風待月の譜」発表。

- 2016年（平成28年）2月、ゴールデンボンバーの喜矢武豊主演の舞台『GOKÛ』の音楽を担当。作曲は中村康隆。脚本・演出児玉明子。

- 2017年（平成29年）9月、少女☆歌劇 レヴュースタァライトの第一部ミュージカルパートの音楽を担当。作曲は中村康隆。脚本・三浦香、演出・児玉明子。

- 2018年（平成30年）3月、ザ・ペンフレンドクラブの5thアルバム『Garden Of The Pen Friend Club』(PPRD-0003)のストリングスを担当。

## これまでに参加共演したゲスト
- Be-B
- 町田直隆(ex-BUNGEE JUMP FESTIVAL)
- yukko(のあのわ)
- 五阿弥瑠奈(Ajysytz)
- 山本美禰子(ジギタリス)
- rice
- 世良純子(ALHAMBRA)
- Annie(Blindman)
- Michi(SincerityGreen)
- 神谷俊範(Argument Soul)
- Michal(ANCIENT MYTH)
- HIMEKA
- 花澤香菜
- lasah